# Abstraktum
Ein Abstraktum (pl. Abstrakta; lateinisch nomen abstractum, von abstractus „weggezogen, verallgemeinert“) ist in der Sprachwissenschaft ein Substantiv (Hauptwort), das etwas Nichtgegenständliches bezeichnet. Beispiele für typische Abstrakta sind Glaube, Glück und Sozialstaat. In der systematischen Sprachbeschreibung, der Grammatik, ist das Konkretum der Gegenbegriff, weil es etwas Dingliches oder Sachliches beschreibt, das sinnlich mit Händen, Augen, Nase, Zunge und Ohren erfahrbar ist.
Am Anfang steht ein Denkprozess, der bestimmte Eigenschaften von nicht-dinglichen und dinglichen Einheiten zur Begriffsbildung in sprachliche Beschreibungen fasst. Dieser Prozess wird ganz allgemein – also auch außerhalb der Grammatik – als Abstraktion bezeichnet, als Überführen auf etwas Allgemeineres oder Einfacheres.

## Definition
Das Abstraktum ist ein Nomen, das nicht-dingliche oder sinnlich nicht wahrnehmbare Erscheinungen bezeichnet. Dazu gehören Eigenschaften, Beziehungen, geistige Konzepte und Gefühle, Maße usw. Beispiele sind: 
Ruhe, Liebe, Alter, Entfernung, Unterschied, Musik, Geographie, Verstand.

## Abstrakta als Stilmittel
Abstrakta finden sich in der römischen Dichtung. Bekannt ist der Geschichtsschreiber und Politiker Sallust, der in seinen Texten Abstrakta gegenüber Konkreta bevorzugte, z. B. bei De coniuratione Catilinae. Dies hatte den praktischen Grund, dass er indirekt Personen ansprechen konnte, ohne dass ihm etwas Nachteiliges oder Strafbares nachgewiesen werden konnte. Weil er keine konkreten Namen verwendete, konnte er die Zensur umgehen und das eigene Leben schützen.

## Abstraktumals Abstraktum
Das Abstraktum und die Sprache können auch als Abstrakta betrachtet werden. Die Unsicherheit im Umgang mit ungegenständlichen Begriffen und Bezeichnungen durchzieht die Philosophiegeschichte. Fritz Mauthner charakterisiert 1906 das Abstraktum als unwirklich und unfassbar, denn es ist rekursiv mit sich selbst verknüpft.

„Was ist das Wesen der Sprache? In welcher Beziehung steht ‚die Sprache‘ zu den Sprachen. Die einfachste Antwort wäre: ‚die Sprache‘ gibt es nicht; das Wort ist ein so blasses Abstraktum, daß ihm kaum mehr etwas Wirkliches entspricht. Und wenn die menschliche Sprache als ‚Werkzeug‘ der Erkenntnis, wenn insbesondere meine Muttersprache als Werkzeug auch zuverlässig wäre, so müßte ich den Versuch dieser Kritik von vornherein aufgeben, weil dann der Gegenstand der Untersuchung ein Abstraktum, ein unwirklicher und unfaßbarer Begriff ist. 
 Damit stehe ich vor dem ersten betrübenden Dilemma. Nur wenn die menschliche Sprache und insbesondere meine Muttersprache nicht zuverlässig und nicht logisch ist, nur dann werde ich hinter dem äußersten Abstraktum ‚die Sprache‘ noch etwas Wirkliches entdecken; dann aber werde ich wegen der Unzuverlässigkeit des Werkzeugs die Untersuchung nicht so gründlich vornehmen können, wie ich möchte. Da ich aber diese Eingangssätze nicht tatsächlich am Anfang meiner Beobachtungen abfasse, sondern nach jahrelangen Mühen, so weiß ich schon, daß dieses betrübende Dilemma mich von Schritt zu Schritt verfolgen wird.“

## Belege
1. ↑  Bußmann: Lexikon der Sprachwissenschaft. 3. Auflage. (2002)/Konkretum;

Homberger: Sachwörterbuch zur Sprachwissenschaft (2000)/Konkretum;

Ulrich: Linguistische Grundbegriffe. 5. Auflage. (2002)/Konkretum;

Glück: Konkretum. In: Metzler-Lexikon Sprache. 3. Auflage. (2005).
2. ↑  C. Sallustius Crispus: Die Verschwörung Catilinas. Lateinisch-deutsch. Herausgegeben, übersetzt und kommentiert von Josef Lindauer. 3. Auflage. Akademie-Verlag, Berlin 2012, ISBN 978-3-05-005751-4.
3. ↑  Fritz Mauthner: Wesen der Sprache, Beiträge zu einer Kritik der Sprache, 1. Band, 1906.